# 福冨健一
福冨 健一（ふくとみ けんいち、1954年 - ）は、自称“日本の歴史資料収集家”。

## 人物
栃木県生まれ。ニューポート大学大学院中退。

## 選挙
2000年の第42回衆議院議員総選挙に民主党から栃木県第5区に出馬し落選。

## 著書
- 『南十字星に抱かれて―凛として死んだBC級戦犯の「遺言」』講談社 2005
- 『東條英機 天皇を守り通した男』講談社 2008
- 『重光葵 連合軍に最も恐れられた男』講談社 2011
- 『共産主義の誤謬 - 保守政党人からの警鐘』中央公論新社 2017
- 『日本共産党の正体』新潮社・新潮新書 2019
- 東條由布子と共著『東條英機の中の仏教と神道　人はいかにして死を受け入れるのか』講談社＋α新書 2010

## メディア出演
日本文化チャンネル桜 –平成18年（2006年）以降不定期出演
- 【討論！】参議院選挙の結果とこれからの日本[桜H28/7/16]
- 【討論！】平成28年参議院選挙の本質[桜H28/6/18]
- 【討論！】安保法制成立と日本の未来[桜H27/10/3]
- 【福冨健一】東條由布子さんを偲んで[桜H25/2/18]
- 【討論！】民主党政権大審判[桜H24/12/1]
- 【討論！】新潮流はあるのか？！どうなる日本の政局[桜H24/5/19]
- 【討論！】徹底検証・菅民主党内閣の腐敗を撃つ！[桜H23/7/23]
- おはよう寺ちゃん活動中（文化放送）
- 他、アジア・アップデート、防人の道今日の自衛隊、現代コリア研究等